# 瓜生美咲
瓜生 美咲（うりゅう みさき、1995年7月12日 - ）は、日本の元女優、ファッションモデルである。東京都出身。活動当時はヒラタオフィスに所属していた。
BS-iの『恋する日曜日』第3シリーズの「忘れ路の面影」でデビュー。当時小学生であったが、中学生役でドラマ初主演。デビュー以降、BS-iのプロデューサー・丹羽多聞アンドリウが次々と主演女優に起用した。
特技は一輪車、ミサンガ作り。趣味は手芸、お菓子作り。スポーツはバレーボール、柔道。

## 出演

### テレビドラマ
- 恋する日曜日 第3シリーズ「忘れ路の面影」（2007年4月28日、BS-i） - 主演・森川有美子 / ユウナ 役
- 陽炎の辻〜居眠り磐音 江戸双紙〜（2007年7月 - 10月、NHK） - おそめ 役
- BSデジタル8局共同キャンペーン 特別番組「夏のホットBS! 2007〜美絵素（ビーエス）四姉妹HOTな一日〜」（2007年7月、BSデジタル8局（NHK/BS日テレ/BS朝日/BS-i/BSジャパン/BSフジ/WOWOW/スターチャンネル）） - 主演・美絵素美咲 役
- ファイブ（2008年1月5日、NHK） - 佐山の娘 役
- 東京少女 セピア編「疾走少女」（2008年3月、BS-i） - 主演・吉野遼 役
- 月曜ゴールデン 浅見光彦シリーズ 25「姫島殺人事件」（2008年4月7日、TBS） - 浦本可奈 役
- 東京少女瓜生美咲 全4話（2008年9月、BS-i） - 主演
- 陽炎の辻2〜居眠り磐音 江戸双紙〜（2008年9月 - 11月、NHK） - おそめ 役
- 陽炎の辻〜居眠り磐音 江戸双紙〜・スペシャル（2009年1月、NHK） - おそめ 役
- 風歩（2009年2月9日 - 15日、NHKワンセグ2） - 森山風歩（14歳） 役
- 陽炎の辻3〜居眠り磐音 江戸双紙〜（2009年4月 - 7月、NHK） - おそめ 役
- 絶対零度〜未解決事件特命捜査〜 case.4（2010年5月4日、フジテレビ） - 四之宮 真紀（中学生時代） 役
- 第3回WOWOWシナリオ大賞受賞作 ドラマW「遠い日のゆくえ」（2011年3月13日 - 、WOWOW） - 沢村喜和子 役
- 金曜プレステージ 『女検視官・江夏冬子〜血だまりの滴〜』（2012年5月11日、フジテレビ） - 浅倉春菜 役

### ネット配信ドラマ
- くるみ洋品店 第2話（2011年7月15日、LISMO Channel） - 中村香澄 役

### 映画
- DIVE!!（2008年6月14日） - 野村未羽 役
- 死にぞこないの青（2008年8月30日公開） - 二ノ宮早苗 役
- あの空の向こうに（2010年） - 主演・福永明日香 役
- 君へ。（2011年） - 蓮田小夜子（中学生） 役
- 遠い日のゆくえ（2011年） - （中学生）[誰の?] 役

### CM
- 日本通運 企業CM（2006年）
- コナミ「おとぎ銃士 赤ずきん エレメンタルクローバー/スウィートフォン」（2006年 - 2007年）
- 公共広告機構 「まぜるな、資源。」（2007年7月 - 2008年6月）
- BSデジタル「夏のホットBS! 2007」（2007年）
- セガトイズ くるりんアイスクリン（2008年10月）
- ソフトバンクモバイル ホワイト学割（2011年）
- 朝日新聞 天声人語の一文目 (1)（2012年2月 - ）

### プロモーションビデオ
- FUNKY MONKEY BABYS「旅立ち」（2008年3月26日、ドリーミュージック）

## 書籍

### 雑誌連載
- ニコ☆プチ（2007年秋号 - 2009年6月号、新潮社） - 専属モデル
- iモードで遊ぼう（アスキー・メディアワークス） - 「ゲームアプリを斬る」連載レギュラー